# バグダサル・アヴァキャン
バグダサル・アイラペトヴィチ・アヴァキャン（ロシア語: Багдасар Айрапетович Авакян、1876年1月9日〈または1883年〉 - 1918年9月20日）、民族名バグダサル・ハイラペティ・アヴァギアン（アルメニア語: Բաղդասար Հայրապետի Ավագյան）は、ロシアの軍人・革命家であり、26人のバクー・コミッサールの一員である。

## 生涯
1876年1月9日（または1883年）、ロシア帝国エリザヴェトポリ県アタグトの貧しい家庭に生まれた。1898年9月にシュシャの実科学校 (hy) を卒業してハリコフ獣医研究所 (uk) へ進んだが、学費未納で度々停学となった。1901年1月からの第2回全ロシア学生ストと同年のメーデーに参加している。
獣医研究所を退学となった後の1905年からはバクーで教師を務め、第一次世界大戦中は軍務に就き、やがて少尉となった。二月革命後はボリシェヴィキの軍事組織を組織し、バクー駐屯地司令官やバクー労兵ソビエト執行委員会書記にも選出された。その後もイギリス軍やオスマン帝国軍から街を防衛するため戦ったが、ボリシェヴィキによるバクー・コミューンが1918年7月末に崩壊すると逮捕された。そして、コミューン成員らとともに9月20日にカスピ海横断鉄道沿線で、社会革命党によって銃殺された。